# Heinz Miklas
Heinz Miklas (* 28. Oktober 1948 in Graz; † 13. Dezember 2023 in Wien) war ein österreichischer Universitätsprofessor für Slawische Altphilologie und Balkanistik am Institut für Slawistik der Universität Wien.

## Leben
Heinz Miklas besuchte das Akademische Gymnasium in Graz und studierte Englische und Slawische Philologie sowie Philosophie an den Universitäten Graz und Sofia (1968–1975). Seine akademische Laufbahn begann als wissenschaftlicher Mitarbeiter, Akademischer Rat bzw. Oberrat, Privatdozent und Apl. Prof. an der Universität Freiburg im Breisgau, wo er sich im Juli 1988 habilitierte und die Venia legendi für Slavische Philologie erhielt. 1989 bis 1991 war er Gastprofessor an den Universitäten Trier, Basel und Zürich. Vom März 1994 bis Oktober 2013 arbeitete er als Professor am Institut für Slawistik der Universität Wien, er war dort Nachfolger von František Václav Mareš. Vom Wintersemester 1996 bis 1999 war er Institutsvorstand und Studienkommissions-Vorsitzender, ab Mai 2007 bis 2012 wissenschaftlicher Leiter des Universitätslehrgangs Interdisziplinäre Balkanstudien.

## Tätigkeit
Zu den Schwerpunkten der Forschungen von Heinz Miklas zählen die vergleichende slawische Sprachwissenschaft (mit besonderer Berücksichtigung der Graphematik), die Kirchenslawische Sprache und Literatur, die Kodikologie und Paläografie sowie die Balkanlinguistik, weiters kyrillische und glagolitische slawische Überlieferung; klösterliche Kultur und Literatur; frühes slawisches Schrifterbe; slawische historische Linguistik.
Heinz Miklas war neben seinen universitären Aufgaben Mitglied der Balkan-Kommission der Österreichischen Akademie der Wissenschaften ÖAW, er war 2008 bis 2011 deren stv. Obmann. Er war Mitglied des Vorstands, dann stv. Vorsitzender des Aufsichtsrats des Österreichischen Ost- und Südosteuropa-Instituts. Miklas war Begründer des Wiener Archäographischen Forums und Mitglied des Vorstands des Instituts für den Donauraum und Mitteleuropa sowie Mitbegründer des Interuniversitären Zentrums für die Bild- und Materialanalyse von Kunst- und Kulturgut (Centre for Image and Material Analysis in Cultural Heritage – CIMA, 2014).
Miklas war Herausgeber bzw. Redakteur einer Reihe von Fachzeitschriften und Buchreihen, darunter das Wiener Slavistische Jahrbuch (1995–2011), die Philologica Slavica Vindobonensia, Bălgarski ezik, Starobălgarska literatura, Palaeobulgarica, Papers of BAS Humanities and Social Sciences, Učenye zapiski Kazanskskogo universiteta (Serija Gumanitarnye nauki/Proceedings of Kazan University – Humanities Series), Slovo, Naučni trudove na Plovdivski universitet Paisij Chilendarski.
Mehrere wissenschaftliche Projekte wurden durch die Arbeit von Heinz Miklas gefördert. Dazu gehören:
- das Centre for Image and Material Analysis in Cultural Heritage (CIMA): Gegründet 2014 gemeinsam mit dem Institut für Naturwissenschaften und Technologie in der Kunst der Akademie der bildenden Künste, Wien, dem Computer Vision Lab der TU Wien und dem Institut für Byzantinistik und Neogräzistik der Universität Wien mit einer Anschubfinanzierung des BMWFW.
- The Origin of the Glagolitic-Old Church Slavonic Manuscripts. An Interdisciplinary Investigation Accompanied by Editions: In Zusammenarbeit mit dem Computer Vision Lab der TU Wien, dem Institut für Naturwissenschaften und Technologie in der Kunst der Akademie der bildenden Künste, Wien, dem Department of Biotechnology der BOKU Wien und dem European Research Centre for Book and Paper Conservation-Restoration der Donauuniversität Krems.
- Erschließung und Erhaltung von Kulturgut – Moderne bildgebende und material-analytische Verfahren zur Visualisierung, Dokumentation und Klassifikation von historischem Schriftgut (Handschriften). In Zusammenarbeit mit dem Institut für Technologie der Kunst, Akademie der bildenden Künste (Gesamtleitung: Manfred Schreiner) und dem Computer Vision Lab der TU Wien (Leitung: Robert Sablatnig).
- The Enigma of the Sinaitic Glagolitic Tradition: In Zusammenarbeit mit dem Computer Vision Lab (CVL) der Technischen Universität Wien und dem Institut für Technologie in der Kunst, Akademie der bildenden Künste, Wien (ISTA).
- Slavische Dioptra-Übersetzung: In Verbindung mit dem FWF-Projekt P21811 „Dioptra. Edition der griechischen Version“ unter der Leitung von Wolfram Hörander (Institut für Byzanzforschung der ÖAW), durchgeführt von Eirini Afentoulidou.[2]

## Werke
Die Schriftenverzeichnis von Heinz Miklas umfasst über 100 Arbeiten zu seinen Forschungsschwerpunkten in den Sprachen Deutsch, Englisch, Bulgarisch und Russisch. Eine Reihe davon ist elektronisch erfasst und kostenfrei zugänglich. Zu seinen besonders bedeutenden Werken gehören unter anderem:
- Die Dioptra des Philippos Monotropos im Slavischen. Allgemeine Untersuchung und Text des ersten Buches. Dissertation Graz, April 1975.
- Berlinski Sbornik. Vollständige Studienausgabe im Originalformat von Ms. (slav.) Wuk 48 aus dem Besitz der Staatsbibliothek Preußischer Kulturbesitz, Berlin, und von Ms. 0. p. I.15 der Staatlichen Öffentlichen Bibliothek „M. E. Saltykov-Ščedrin“, Leningrad. Eingeleitet und herausgegeben mit Ergänzungen aus weiteren Quellen von Heinz Miklas. Mit einem Anhang von Vjačeslav M. Zagrebin (Codices selecti 79). Graz, Akademische Druck- und Verlagsanstalt, 1988. ISBN 3-201-01477-X.
- Paläographische und graphematische Aspekte der kyrillischen Schriftentwicklung in Bulgarien (bis zum 14. Jahrhundert). In: Reinhard Lauer, Peter Schreiner (Hrsg.): Kulturelle Traditionen in Bulgarien. Referate der 1. Tagung der Südosteuropa-Kommission der Göttinger Akademie der Wissenschaften. Abhandlungen der Akademie der Wissenschaften in Göttingen, Philologisch-Historische Klasse Folge 3 Band 177. Göttingen 1989 Vandenhoeck & Ruprecht. ISBN 3-525-82461-0. S. 60–82.
- Zur Typologie der altkyrillischen kürzenden Graphie (zum Text). In: Polata knigopisnaja - an information bulletin devoted to the study of early slavic books, texts and literatures. Band 27–28. Amsterdam Dezember 1995. ISSN 0165-1862 ZDB-ID 2400925-8. S. 36–59.
- Psalterii Sinaitici pars nova (monasterii s. Catharinae codex slav. 2/N). Ad editionem praeparaverunt Petra Fetková, Zoe Hauptová, Václav Konzal, Ludmila Pacnerová, Jana Švábová; sub redactione Francisci V. Mareš†, Heinz Miklas. ÖAW, philosophisch-historische Klasse, Schriften der Balkan-Kommission, Philologische Abt. 38, Fontes Nr. 2). Wien, ÖAW, 1997. ISBN 3-7001-2661-1.
- Das Tetraevangelium des Makarije aus dem Jahre 1512. Der erste kirchenslavische Evangeliendruck. Faksimile-Ausgabe, besorgt und eingeleitet von Heinz Miklas unter Mitwirkung von Ştefan Godorogea und Christian Hannick (Biblia slavica, Serie IV: Südslavische Bibeln, Band 1). Paderborn/München etc., Ferdinand Schöningh, 1999. ISBN 3-506-71668-9.
- Glagolitica – Zum Ursprung der slavischen Schriftkultur. ÖAW, philosophisch-historische Klasse, Schriften der Balkan-Kommission, Philologische Abt. 41, unter der Mitarbeit von S. Richter und V. Sadovski. Wien, ÖAW, 2000. ISBN 3-7001-2895-9.
- Die slavischen Schriften: Glagolica und Kyrillica. In: Wilfried Seipel (Hrsg.) Der Turmbau zu Babel. Ursprung und Vielfalt von Sprache und Schrift. Ausstellungskatalog des Kunsthistorischen Museums, Ausstellung des Kunsthistorischen Museums Wien für die Europäische Kulturhauptstadt Graz 2003; Schloss Eggenberg, Graz, 5. April bis 5. Oktober 2003. Vol. 3a, Wien. ISBN 3-85497-055-2. S. 243–249.
- Zur Relevanz des neuen sinaitischen Materials für die Entwicklungsgeschichte der Glagolica. In: Marija-Ana Duerrigl, Milan Mihaljević, Franjo Velčić: Glagoljica i hrvatski glagolizam. Zbornik radova s međunarodnoga znanstvenog skupa povodom 100. obljetnice Staroslavenske akademije i 50. obljetnice Staroslavenskog instituta. (Zagreb – Krk 2.-6. listopada 2002). Staroslavenski Institut, Zagreb, 2004. ISBN 978-953-6080-05-2. S. 389–399.
- Contribution à l’histoire de la slavistique dans les pays non slaves / Beiträge zur Geschichte der Slawistik in den nichtslawischen Ländern / K istorii slavistiki v neslavjanskich stranach, edd. Giovanna Brogi Bercoff, Pierre Gonneau, Heinz Miklas (ÖAW, philosophisch-historische Klasse, Schriften der Balkan-Kommission Band 46 / Institut d’études slaves, Travaux publiés par l’Institut d’études slaves XLVI). Wien: ÖAW, 2005. ISBN 3-7001-3506-8.
- Berlinski Sbornik. Srednobălgarski pametnik ot načaloto na XIV vek, s dopălnenija ot drugi răkopisi. Izdanieto e podgotveno to Chajnc Miklas, Lora Taseva, Marija Jovčeva / Berlinski Sbornik. Ein kirchenslavisches Denkmal mittelbulgarischer Redaktion des beginnenden 14. Jahrhunderts, ergänzt aus weiteren handschriftlichen Quellen. Herausgegeben von Heinz Miklas, Lora Taseva, Marija Jovčeva (ÖAW, philosophisch-historische Klasse, Schriften der Balkan-Kommission, Bd. 47, Fontes Nr. 3). Sofia: BAN, Kyrillomethodianisches Forschungszentrum / Wien: ÖAW, 2006. ISBN 978-954-9787-13-9. ISBN 978-3-7001-3578-4.
- „Zapadnijat fond“ svetci v cărkovnoslavjanskite Stišni sinaksari. Mit Iljana Čekova. In: Wort – Geist – Kultur. Gedenkschrift für Sergej S. Averincev. Hrsg. von Juliane Besters-Dilger, Heinz Miklas, Gerhard Neweklowsky und Fedor B. Poljakov (Russkaja kul’tura v Evrope 2). Frankfurt a. M./Berlin etc.: Peter Lang, 2006. ISBN 978-3-631-53651-3. S. 47–125 und 483–493 (Sonderregister zu diesem Beitrag).
- Die kirchenslavische Übersetzung der Dioptra des Philippos Monotropos. Bd. 1. Überlieferung. Text der Programmata und des ersten Buches. Erarbeitet von Heinz Miklas und Jürgen Fuchsbauer. Wien: Holzhausen, 2013. ISBN 978-3-902868-79-4.
- Četirievangelie na car Ivan Aleksandăr (British Library Add. Ms. 39627). S izsledvanija na Alberto Alberti, Elka Bakalova, Neli Gančeva, Marčelo Gardzaniti, Ekaterina Dogramadžieva, Chajnc Miklas, Bojka Mirčeva, Elisaveta Musakova, Tanja Popova i săs sădejstvieto na Bojka Mirčeva izdadeno ot Tanja Popova u Chajnc Miklas. Viena: Cholcchauzen, 2017. / Das Tetraevangelium des Zaren Ivan Aleksandăr (British Library Add. Ms. 39627). Mit Beiträgen von Alberto Alberti, Elka Bakalova, Ekaterina Dogramadžieva, Neli Gančeva, Marcello Garzaniti, Heinz Miklas, Bojka Mirčeva, Elisaveta Musakova, Tanja Popova unter Mitwirkung von Bojka Mirčeva herausgegeben von Tanja Popova und Heinz Miklas. Wien, Holzhausen, 2017. ISBN 978-3-902976-73-4.
- Psalterium Demetrii Sinaitici et Folia medicinalia (Monasterii s. Catharinae codex slavicus NF 3). Editio critica. Praeparaverunt Henricus Miklas, Catharina Maria MacRobert, Andreas N. Sobolev, Dana Hürner, adiuvantibus Melania Gau et Floriano Wandl cum dissertationibus aliorum auctorum sub redactionae Henrici Miklas, Catharinae Mariae MacRobert, Andreae N. Sobolev. Wien, Holzhausen, 2021, ISBN 978-3-902868-80-0.
- ‚Excavating‘ the Palimpsests in the Glagolitic Manuscripts from Sinai. In: Claudia Rapp, Giulia Rossetto, Jana Grusková, Grigory Kessel (Hrsg.): New Light on Old Manuscripts. The Sinai Palimpsests and Other Advances in Palimpsest Studies. Österreichische Akademie der Wissenschaften, Wien 2023. Denkschriften der philosophisch-historischen Klasse, 547. Band. Veröffentlichungen zur Byzanzforschung Band 45. ISBN 978-3-7001-9157-5. S. 217–230.

Live-Beitrag:
- Aus der Forschungsgeschichte der altkirchenslawisch-glagolitischen Neufunde des Sinai Vortrag am Gedenkabend für František Václav Mareš am 6. Dezember 2012.

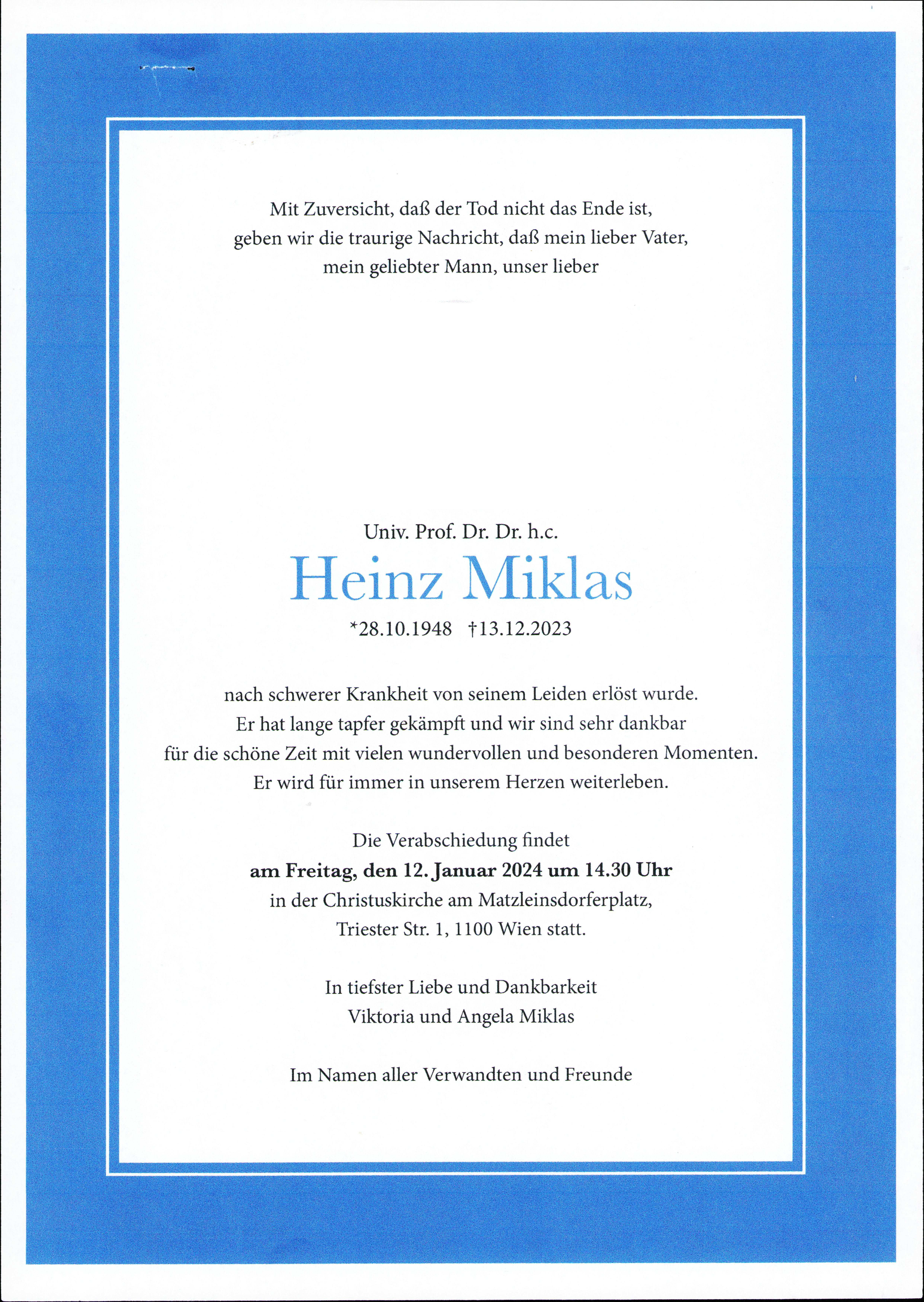
Partezettel für Wien (die Urne ist in Freiburg in Breisgau beigesetzt, wo seine wissenschaftliche Karriere begann und auch Familienmitglieder wohnen)

## Auszeichnungen
- 13. Februar 2024: Gedenkveranstaltung in Wien (Hofburg, Schreyvogelsaal) mit Grußadressen des Präsidenten und der Vizepräsidentin der Republik Bulgarien, Ansprache der Botschafterin und wissenschaftlichen Fachbeiträgen.
- 17. Dezember 1997 Ehrendoktorat und Ehrenzeichen am blauen Band der Universität Sofia
- 2006 Auswärtiges Mitglied der Bulgarischen Akademie der Wissenschaften[2]
- Festschrift: Tatjana Mostrova (Hrsg.): Srednovekovni tekstove, avtori i knigi: sbornik v cest na Chajnc Miklas (Medieval texts, authors and books. Studies in honor of Heinz Miklas). In der Reihe: Kirilo-metodievski studii Band 21. Sofia,  Pečatnica „Simolini-94“, 2012. Inhaltsverzeichnis.